# Рубленая рана
Ру́бленая ра́на — наносится тяжёлыми и острыми предметами (топором, саблей, лопатой и подобными). Встречается реже остальных видов раны. Кроме глубокого повреждения мягких тканей, для этой группы ранений характерны повреждения скелета и вскрытие внутренних полостей (грудной, брюшной, полости черепа и других).

## Тяжесть ранений
Зависит от глубины поражения, объёма повреждения и зоны повреждения. Удар топором по телу как правило не несёт моментально смертельных ран, однако способен сильно повредить скелет, что может привести к инвалидности. Удар саблей или мечом способен рассечь и повредить большой массив тканей и артерий на своём пути, что может привести к очень быстрой смерти.

## Различия
Раны от топора, как правило, часто повреждают скелет и кости за счёт тяжести топора и инерции при ударе в одной точке. У ран мягких тканей от удара топором, как правило, преобладает контузия и сильный ушиб. От ран, нанесённых боевым клинком (сабля, шашка и т. п.), как правило, сильно повреждаются мягкие ткани, с их рассечением до костей и сильным кровотечением, а в меньшей степени скелет и кости.